# 栗蒸し羊羹
栗蒸し羊羹（くりむしようかん）は和菓子の一種で、栗の甘露煮が入った蒸し羊羹。小豆のこし餡に小麦粉、くず粉または片栗粉・砂糖・水などを混ぜ合わせたものに栗を加え、型に流し入れて蒸したものである。千葉県成田市の成田山参道発祥である。

## 歴史
- 米分（千葉県成田山）

1919年（大正8年）に、米分の初代である諸岡常吉により、米屋本店から独立して創業。
常吉が他の店にないものを作ろうと、成田山の精進料理の一つであった蒸し羊羹に栗を入れた、栗蒸し羊羹を考案した。成田山参道では、米分が最初に栗蒸し羊羹を作り始めた。皇室の御用、成田山御用達として使われるようになった。成田山新勝寺の精進料理「栗羹」は、栗蒸し羊羹の原型とも言われている。
- 米屋本店（なごみの米屋）

1899年（明治32年）創業。成田山の門前町で米穀を扱う米屋だったが、創業者諸岡長蔵が成田山参詣土産として、地元でとれる芝栗を練り込んだ「栗羊羹」を日本で一番初めに創製し、販売したことが始まりである。成田山新勝寺の精進料理の甘味であった栗蒸し羊羹の原型と言われる「栗羹」にヒントを得ている。

## 栗蒸し羊羹と栗羊羹の違い
栗蒸し羊羹は小麦粉や葛と餡を合わせて蒸し上げたもので、砂糖控えめの冷蔵・生ものの扱いのため日持ちがしない。一方、栗羊羹は餡と寒天を練りながら火に通し、冷めていくうちに寒天で固まったもので甘みが多い分日持ちがする。

## 市販されている栗蒸し羊羹

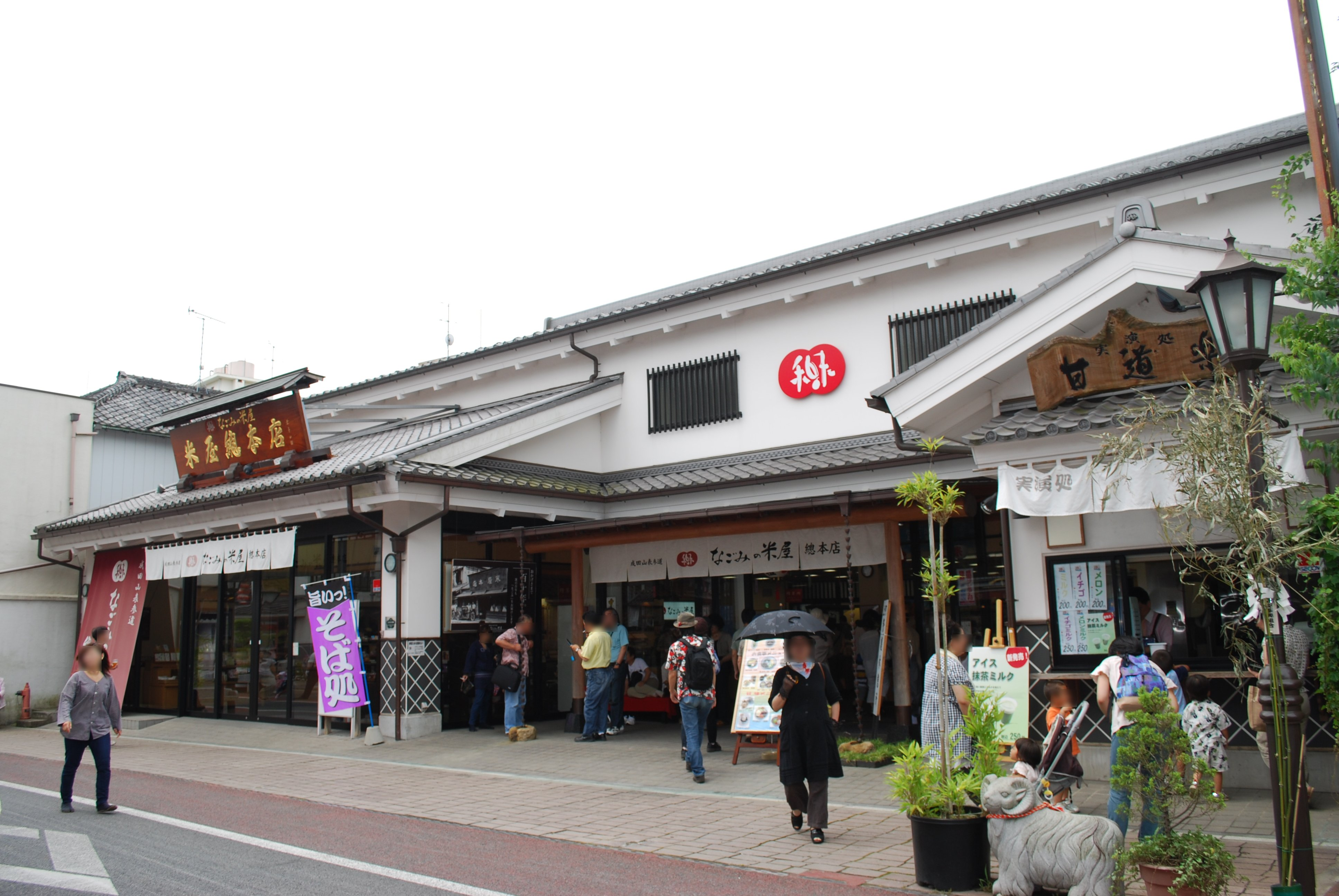
米屋総本店（千葉県成田市）

### 元祖栗蒸ようかん 米分（千葉県成田市）
- 栗蒸ようかん＜通年販売＞※賞味期限：3～5日 1919年（大正8年）から販売が始まった。
- こよね＜通年販売＞ ※賞味期限：7～10日 1989年（平成元年）頃から販売が始まった。

原材料（栗蒸ようかん・こよね共に）：小豆、グラニュー糖、小麦粉、白玉粉、八千代葛、塩、栗（クチナシ色素使用）

さらに、栗蒸ようかんは500円、こよねは1200円と価格の差もある。

### なごみの米屋栗むし羊羹（千葉県成田市など）
＜通年販売＞ ※日持ち：30日（ホームページ記載の栗むし羊羹）
生栗むし羊羹もある。
原材料（生栗むし羊羹、日持ちするタイプの栗むし羊羹ともに同じ）：小豆餡、砂糖、栗、還元水飴、小麦粉、葛粉、寒梅粉、食塩、クチナシ色素、酸化防止剤（ビタミンC）

### 栗きんとん本家 すや 栗蒸し羊羹（岐阜県中津川市）
＜販売期間:9月～原料が無くなり次第終了＞
※消費期限：4日
原材料：栗、砂糖、小豆、小麦粉、小麦澱粉、本葛粉、食塩

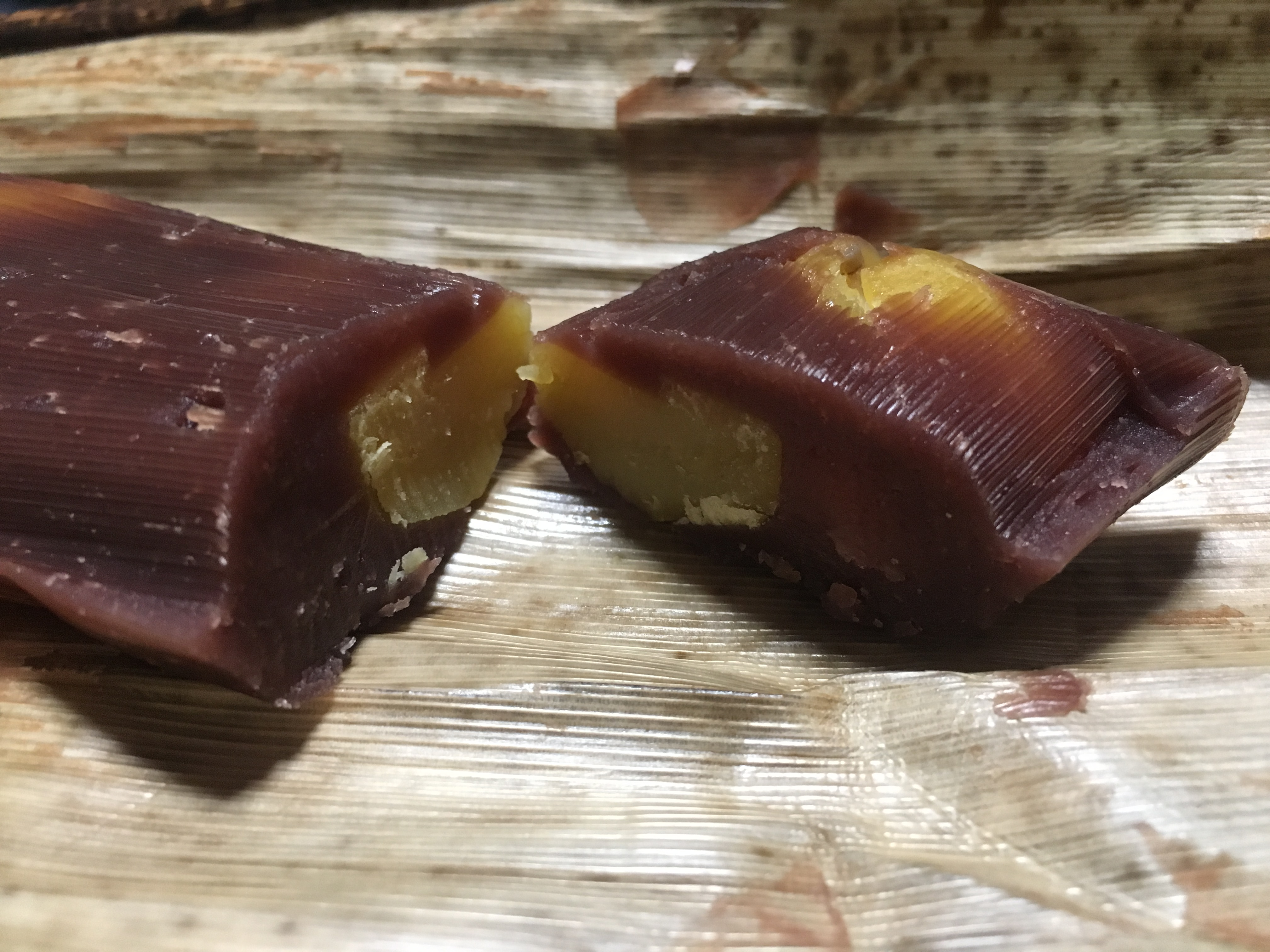
松葉屋 月よみ山路（石川県小松市）2017年6月6日撮影

### 御菓子司 松葉屋 月よみ山路（石川県小松市）
＜通年販売＞ ※賞味期限：製造日より10日
原材料：栗蜜漬、生餡、白双糖、本葛、着色料(クチナシ)、酸化防止剤(ビタミンC)
1982年（昭和57年）4月9日に特許に出願をし、1985年（昭和60年）2月27日に特許を取得。当家初代の文献にあったものを、昔ながらの製法に現代感覚を吟味して作り上げた。

### 元祖栗きんとん 緑屋老舗 栗の里（岐阜県加茂郡八百津町）
＜通年販売＞ ※日持ち：4日間
発売時期は正確には解らないが、30年は経過していると思われる。

栗蒸し羊羹を竹皮ごと蒸しているので、カットすると竹皮の筋が見える。

### 栗菓子の小布施堂 栗むし（長野県小布施町）
＜通年販売＞ ※消費期限：製造日より10日
2011年の秋ごろから販売を始めた。
原材料：栗、砂糖、小麦粉、でんぷん（ばれいしょ）、食塩

### 御菓子司とらや栗蒸羊羹（東京都港区赤坂など）
※賞味期限：製造から24日
1909年（明治42年）から販売されている。

棹物で販売している商品と切り売りしている商品（生菓子）がある。
＊販売期間は、その年に採れた国産の新栗のみを使用するため、栗の収穫時期により販売開始日は年度により異なる。
2016年の販売期間は下記の通り。
- 生菓子：9月1日～10月30日

- 棹物：9月17日～11月中旬[14]

### 松華堂（愛知県半田市）上り栗羊羹
＜9月～3月まで販売＞ ※賞味期限：3日
販売を開始したのは、昭和35年頃である。

「上り」というのは、こし餡のことを表している。上部1/3を磯松風の生地で継ぎ分けている。

### 美濃忠（愛知県名古屋市）栗むし羊羹
＜9月上旬～11月中旬まで販売＞ ※消費期限：4日（製造日含む）
栗を加えた羊羹に、黒糖風味のカステラ生地を合わせて蒸し上げている。

### 岬屋（東京都）竹栗蒸
＜9月上旬～11月上旬まで販売＞
こし餡と小麦粉（餡の1割）、こなし生地に、わらび粉を加えて蒸し上げる。栗は自家製甘露煮を使用。

### 山﨑製パン株式会社販売
原材料：砂糖、栗甘露煮、小豆、還元水あめ、小麦粉、かんしょでん粉、くず粉、食塩、寒天、ソルビット、ゲル化剤、乳化剤、クチナシ色素

### 桃太郎製菓株式会社
上面に、無漂白の平割れ栗甘露煮を敷き詰めている。2007年（平成19年）より製造販売を始めた。
＜通年販売＞賞味期限：60日間
原材料：こしあん、砂糖、栗甘露煮、小麦粉、還元水あめ/ソルビトール、加工デンプン（小麦由来）、酸化防止剤（V.C）、クチナシ黄色素